# Stephan Freigang
Stephan Freigang (* 27. September 1967 in Hohenleipisch) ist ein ehemaliger deutscher Langstreckenläufer, der bei den Olympischen Spielen 1992 in Barcelona Dritter im Marathonlauf wurde.

## Leben
Freigang wurde 1986 jeweils Vierter bei den Juniorenweltmeisterschaften im 10.000-Meter-Lauf und im 20-Kilometer-Straßenlauf, lief 1987 seinen ersten Marathon und wurde ein Jahr später Achter beim Fukuoka-Marathon in 2:12:28 h.
1989 war seine Sportlerkarriere durch einen schweren Motorradunfall in Frage gestellt, aber er lief sich 1990 wieder an die deutsche Spitze mit einem Sieg beim Berliner Halbmarathon und einem vierten Platz beim Berlin-Marathon in seiner persönlichen Bestzeit von 2:09:45 h.
Bei den Olympischen Spielen 1992 plante er, im 10.000-Meter-Lauf zu starten, verfehlte aber die deutsche Qualifikationsnorm. Durch seinen Sieg Ende 1991 beim Palermo-Marathon in 2:12:00 h gelang ihm dennoch der Sprung in die Olympiamannschaft.
Beim olympischen Marathonlauf kam es zu einem dramatischen Finale. Er erreichte das Stadion als Dritter, wurde dort von dem Japaner Takeyuki Nakayama überholt, konnte aber an diesem nochmals vorbeigehen und gewann deshalb die Bronzemedaille.
Für diese Leistung wurde er am 23. Juni 1993 mit dem Silbernen Lorbeerblatt ausgezeichnet.
1994 gewann er den Frankfurt-Marathon, 1997 den Köln-Marathon und 1998 den Hannover-Marathon. Durch seinen zweiten Sieg in Frankfurt im selben Jahr wurde er Deutscher Meister im Marathon.
Es folgten 1999 ein zweiter Sieg beim Hannover-Marathon, 2000 ein Sieg beim Leipzig-Marathon und 2001 ein Sieg beim Lissabon-Marathon.
Anfang 2005 zog er sich vom Leistungssport zurück. Seine Bestzeit im Halbmarathon (1:01:14 h, aufgestellt 1992 als Sieger beim Berliner Halbmarathon) ist immer noch die drittschnellste eines deutschen Athleten. Mit seiner Marathonbestzeit ist er der fünftschnellste Deutsche aller Zeiten (Stand: Oktober 2017).
Stephan Freigang startete erst für den LC Cottbus und trainierte bei Dietmar „Pit“ Bittermann, seit 2002 für den SC DHfK Leipzig bei Karl-Heinz Baumbach und Thomas Prochnow. In seiner Wettkampfzeit war er 1,76 m groß und wog 65 kg.